# Милош Војновић
Милош Војновић (Глина, 26. јун 1952 — Вуковар, 25. октобар 2002) је био правник и политичар.

## Биографија
Син је Милоша и Стоје (рођ. Колунџија) рођен у Глини одакле се досељава у Вуковар. У Вуковару завршава гимназију 1971. године. Правни факултет Универзитета у Београду завршава 1975. године. Стручни испит за раднике у органима управе завршава у Загребу 1976. године, а правосудни испит 1981. године.
Од 1976. до 1979. године запослен у органима општинске управе Вуковар. После тога три године ради у Дрвној индустрији „Стјепан Супанц“ Вуковар као руководилац Службе за опште, кадровске и правне послове. Од 1981. до 1991. године је био судија Општинског суда у Вуковару, те Председник Грађанског одељења. За време рата у Хрватској обављао је цивилне функције у правосуђу и управи.
За председника Заједничког већа општина изабран је 1997. године те је на тој функцији остао до 2001. године и за то време активно је учествовао у провођењу Ердутског споразума и процеса реинтеграције Источне Славоније, Барања и Западног Срема. Био је међу првим оснивачима Самосталне демократске српске странке и њен дугогодишњи потпредседник.
Умро је од последица срчаног удара за време док се на њега вршио притисак због кандидатуре за судију Жупанијског суда Вуковарско-сријемске жупаније.

## Плакета
Самостална демократска српска странка је 2003. године установила посебно признање ради одавања почасти, признања и поштовања према имену и делу Милоша Војновића.